# オットー・ディクス
オットー・ディクス（Otto Dix）, ヴィルヘルム・ハインリヒ・オットー・ディクス(Wilhelm Heinrich Otto Dix)1891年12月2日 - 1969年7月25日）はドイツの新即物主義(真実主義)の画家。

## 誕生
ゲーラ近郊のウンテルムハウス（de）に鋳鉄工場で働くフランツ・ディクス(1862-1942)とその妻ルイーゼ(旧姓アマン)の第一子として生まれる。父から力強さと「鋼のような鋭い、澄んだ瞳」(レフラー談)、母から芸術と文学の素質を受け継いだ。母方の従兄弟フリッツ・アマンは彼の初めての師である。
大戦前後を通じてドレスデンにて美術を学ぶ。

## 第一次世界大戦
第一次世界大戦に従軍。1914年8月末にドレスデン、1915年にバウツェンにて野戦砲兵、重装備の機関銃兵として訓練を受ける。同年2月、同地で第102予備歩兵連隊に配属されるも、9月21日に志願兵として第390機関銃部隊に編入。シャンパーニュでの戦闘に加わり西部戦線に参戦。以後転戦を繰り返す。同年11月1日以降下士官に昇進。11月12日に鉄十字第二勲章を授与。
1916年7月25日からソンムの戦いに参加。その後、訓練や病による休暇を挟みながら西部を転戦を重ねる。
1917年5月、フリードリヒ・アウグスト勲章を授与。｢極めて優良｣｢問題なし｣との評価される。同年11月12月、ロシアに転戦。
1818年2月以降西部戦線に戻る。同年8月8日、榴弾の炸裂を受け首に重傷を負うも約一ヶ月後の9月12日に回復。10月8日には副曹長に昇進している。この頃には前線にて反戦のストライキ等が広がりつつあったが、ディクス本人は航空兵養成のためのシュナイデミュール等に参加を申し込んでいる。11月6日に予備第二部隊に転属。12月12日にゲーラで除隊されている。
戦場では約600枚のスケッチが描かれており、後の『塹壕』(1923年)、『版画〈戦争〉シリーズ』(1924年)の元となっている。

## 大戦間期
戦争の悲惨さや、戦後ドイツの頽廃した社会情勢をグロテスクともいえる生々しさで表現する。また数多くの肖像画を残すがそれらも現実を徹底的に直視する写実精神をもって描かれている。
1927年、ドレスデン美術アカデミー教授となるが、1933年、ナチスの政権掌握後、解雇された。また1937年の頽廃芸術展（Entartete Kunst）に多くの作品が展示され、翌1938年には彼の260もの作品が公的コレクションから押収された。
第二次世界大戦中は国民突撃隊に招集され従軍するが終戦間近にフランス軍の捕虜となり、1946年2月に解放された。
解放後はソ連占領下のドレスデンを中心に活動を再開するも、1949年に州立シュトゥットガルト芸術アカデミー（de）の教員として招かれて以降西ドイツに活動の場を移す。1969年、卒中によりジンゲン（en）にて死去。

## 代表作
- 『戦争』
- 『塹壕：Grabenkrieg -1932年-』
- 版画集『〈戦争〉シリーズ』